# Немо Шифман
Немо Шифман (фр. Nemo Schiffman; нар. 21 квітня 2000, Париж, Франція) — французький співак та кіноактор. Фіналіст французького телепроєкту «The Voice. Kids» («Голос. Діти», 2014).

## Біографія
Немо Шифман народився 21 квітня 2000 року в Парижі. Він син відомої акторки, режисерки та сценаристки Еммануель Берко та оператора-постановника Гійома Шифмана. Онук режисерки і сценаристки Сюзанни Шифман.
Немо почав кінокар'єру вже в трирічному віці, знявшись в короткометражному фільмі своєї матері «Хтось любить тебе…» (фр. Quelqu'un vous aime...) . У 2005 році він зіграв епізодичну роль у драмі «Задній план», режисером і сценаристом якої також виступила Еммануель Берко.
Немо Шифман став знаним у 13-річному віці після ролі в мелодрамі в стилі роуд-муві «По сигарети». Партнером Шифмана у фільмі, в якому його мати виступила сценаристом, режисером і акторкою, стала зірка французького кіно Катрін Денев, яка виконала головну роль. Ця перша серйозна робота в кіно принесла Немо номінацію на французьку національну кінопремію «Сезар» за найкращий чоловічий дебют у 2014 році.
У серпні 2014 року Немо Шифман взяв участь в телепроєкті «The Voice. Kids» на TF1. Він виконав пісню «Calling You» Джеветти Стіл і повернув до себе трьох наставників. Шифман доійшов до фіналу, але за результатами глядацького голосування зайняв лише друге місце.
У лютому 2016 року Немо Шифман з'явився на телебаченні в серіалі «Трепаліум» Вінсента Ланно. У цьому ж році він повернувся до музичної кар'єри після дворічної перерви, випустивши 22 квітня 2016 року сингл «Will», а потім другий — «I Don't Mind» 28 жовтня 2016.
У 2017 році Немо знявся у драмі режисера Еріка Барб'є «Обіцянка на світанку» за однойменним автобіографічним романом Ромена Гарі. Головні ролі у стрічці виконали Шарлотта Генсбур і П'єр Ніне, а сам Немо зіграв роль головного героя у підлітковому віці.

## Фільмографія

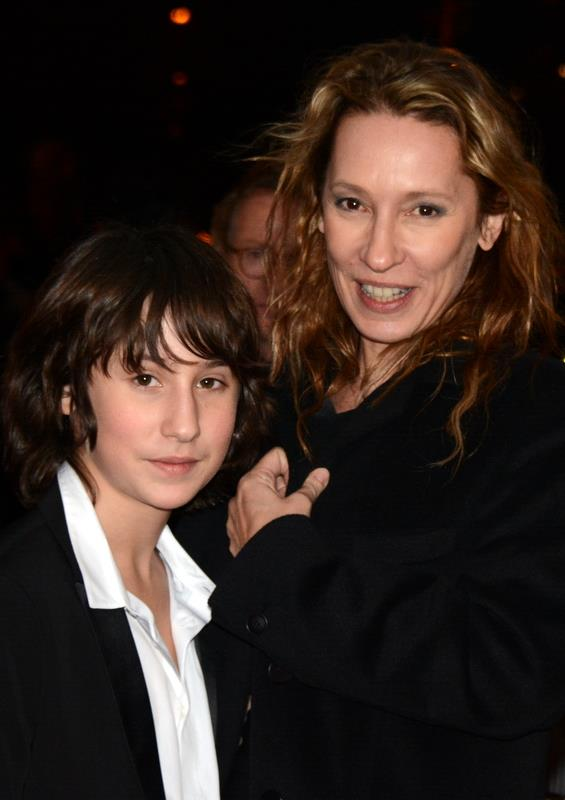
Немо Шифман з матір'ю Еммануель Берко, 2014

| Рік  |     | Назва українською    | Оригінальна назва     | Роль                      |
| ---- | --- | -------------------- | --------------------- | ------------------------- |
| 2003 | к/м | Хтось любить тебе…   | Quelqu'un vous aime…  | Лулу                      |
| 2005 |     | Задній план          | Backstage             | Ділан                     |
| 2013 |     | По сигарети          | Elle s'en va          | Шарлі                     |
| 2016 | т/с | Трепаліум            | Trepalium             | Ноа                       |
| 2017 |     | Обіцянка на світанку | La promesse de l'aube | Ромен Кацев (14-16 років) |
| 2018 |     | Імператор Парижа     | L'Empereur de Paris   | Шарль                     |

## Дискографія

### Сингли
- 2016 : Will
- 2016 : I Don't Mind
- 2017 : Stop the rain у дуеті з Nilusi
- 2017 : участь в альбомі «Sardou et nous»

## Визнання
| Рік            | Категорія/Нагорода       | Фільм       | Результат | Результат |
| -------------- | ------------------------ | ----------- | --------- | --------- |
| Премія «Сезар» |                          |             |           |           |
| 2014           | Найперспективніший актор | По сигарети | Номінація |           |